# Piotr Smolicki
Piotr Smolicki, Piotr Smolik,  Piotr de Smolice herbu Kotwicz, (zm. w XV w.) – dowódca zamku w Sanoku (1436), kasztelan sanocki (po 1436, do 1438 lub 1442),  zarządca (gubernator) ziemi lwowskiej (Rusi) i sanockiej, w czasie nieobecności króla  (1436), właściciel (od 1439 roku), m.in.  Zarszyna, Wzdowa, Strachociny i Długiego, bezdzietny. 
W 1439 roku Piotr Smolicki kupił majątek w Zarszynie. W 1458 roku Piotr zapisał te posiadości synom swego brata; Mikołajowi i Stanisławowi Smolickiemu; 1/3 Zarszyna z Posadą i Długiem.